# Мальпігієцвіті
Мальпігієцвіті (Malpighiales) — порядок евдикотів, до складу якого входять 36 родин, поширених по всьому світу. За системами класифікацій від APG I до APG IV включена до клади розидів. Систематика порядку досі до кінця незрозуміла і перебуває на стадії розгляду, проте, попри труднощі, характеристики порядку загалом, недавні молекулярні дослідження послідовності ДНК (пластид і ядер) знаходять загальну спорідненість всіх цих рослин. Найбільшими родинами цього порядку є молочайні (Euphorbiaceae), близько 8000 видів, Clusiaceae, близько 1400 видів, мальпігієві (Malpighiaceae), близько 1100 видів, флакуртієві (Flacourtiaceae), близько 900 видів і фіалкові (Violaceae), близько 850 видів.
Серед рослин цього порядку можна відзначити фіалку (Viola) і вербу (Salix), маракую (Passiflora edulis) і мангрові рослини, пуансетію (Euphorbia pulcherrima) і льон звичайний (Linum usitatissimum).